# Droga krajowa B75 (Niemcy)
Droga krajowa 75 (niem. Bundesstraße 75, B 75) – niemiecka droga krajowa przebiegająca  na osi północny wschód, południowy zachód od skrzyżowania z autostradą A28 na węźle Dreieck Delmenhorst koło Delmenhorst przez teren Wolnego Miasta Bremy, Hamburga i Lubeki do skrzyżowania z drogą B76 w Travemünde.

## Miejscowości leżące przy B75

### Brema
Brema

### Dolna Saksonia
Delmenhorst, Sottrum, Luhne, Rotenburg (Wümme), Veersebrück, Scheeßel, Wistedt, Tostedt, Kakenstorf, Tredle, Buchholz-Schierenberg, Buchholz in der Nordheide, Dibbersen, Nenndorf, Tötensen

### Hamburg
Hamburg

### Szlezwik-Holsztyn
Ahrensburg, Delingsdorf, Bargteheide, Elmenhorst, Neritz, Bad Oldesloe, Reinfeld, Hamberge, Lubeka, Küknitz, Travemünde.

## Linki zewnętrzne

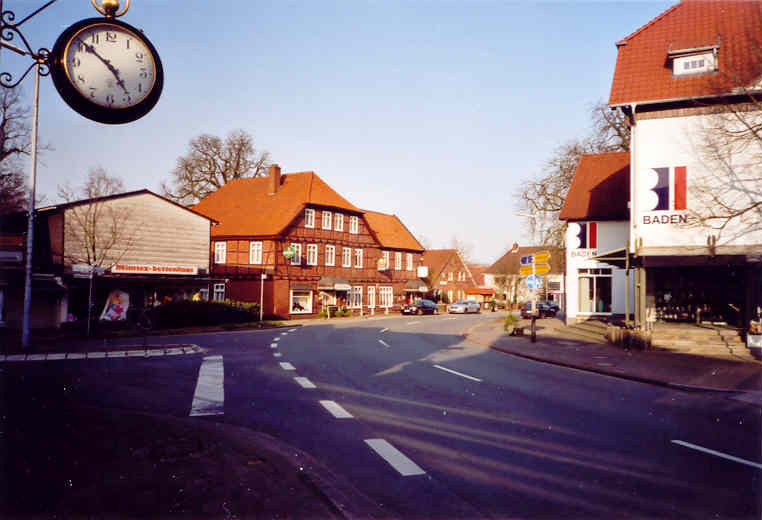
B75 w Scheeßel w Dolnej Saksonii.
B75 w Hamburgu.